# Thomas Graham (baron Lynedoch)
Thomas Graham, 1. baron Lynedoch (ur. 19 października 1748, zm. 18 grudnia 1843) – szkocki arystokrata, polityk i oficer British Army.
Po edukacji na Oksfordzie, odziedziczył znaczną posiadłość w Szkocji, ożenił się i osiadł na wsi, by pędzić spokojne życie dżentelmena-ziemianina. Jednak po śmierci żony, w wieku 42 lat, obrał karierę wojskową, a później polityczną. Zbiegło się to z okresem francuskich wojen rewolucyjnych i wojen napoleońskich.
Taylor opisał Grahama jako „wysokiego, barczystego i wyprostowanego, o muskularnych i niezwykle mocnych kończynach. Jego cera była ciemna, miał pełne brwi, jędrne usta i życzliwe spojrzenie. Jego maniery i mowa były szczere, proste i gładkie”.

## Wczesny okres życia i edukacja
Thomas Graham był trzecim, jedynym pozostałym przy życiu, synem Thomasa Græme z Balgowan w Perthshire w Szkocji, i lady Christian Hope, córki pierwszego hrabiego Hopetoun. Urodził się w roku 1748, odebrał edukację domową pod kierunkiem pastora Frasera z Moneydie, a później Jamesa Macphersona, kolekcjonera i tłumacza eposów Osjana. W roku 1766 wstąpił do Christ Church w Oksfordzie, a następnego roku, po śmierci ojca, odziedziczył rodzinną posiadłość.
Po opuszczeniu uczelni spędził kilka lat na kontynencie, gdzie uczył się języka francuskiego, niemieckiego i hiszpańskiego. Po powrocie do Szkocji wziął się za zarządzanie i ulepszanie swojej posiadłości, ogradzając swoje pola, stawiając budynki gospodarcze, udzielając najemcom dzierżawy, zachęcając ich do wprowadzania ulepszonych metod hodowli oraz uprawy ziemniaków i rzepy, uważane dotychczas za rośliny ogrodowe, na dużą skalę. Sam zaczął rozwijać hodowlę ulepszonych ras koni, bydła i owiec.
W roku 1785 zakupił posiadłość Lynedoch (lub Lednock), usytuowaną w dolinie rzeki Almond, gdzie posadził drzewa i zagajniki dębowe, oraz poprawił strome brzegi strumienia. Lubił konie i psy, wyróżniał się umiejętnościami w sportach terenowych, jeździł z psami łowczymi, i towarzyszył księciu Atholl, który później został mężem siostry jego żony, w polowaniach na kuropatwy i jelenie na wrzosowiskach Atholl. Powiedział później, że wiele zawdzięcza edukacji „naocznej”, w odniesieniu do terenu i odległości, użytecznej umiejętności dla żołnierza, zdobytej podczas polowań na jelenie w tym okresie życia w Lesie Atholl.

## Wczesna działalność polityczna i małżeństwo

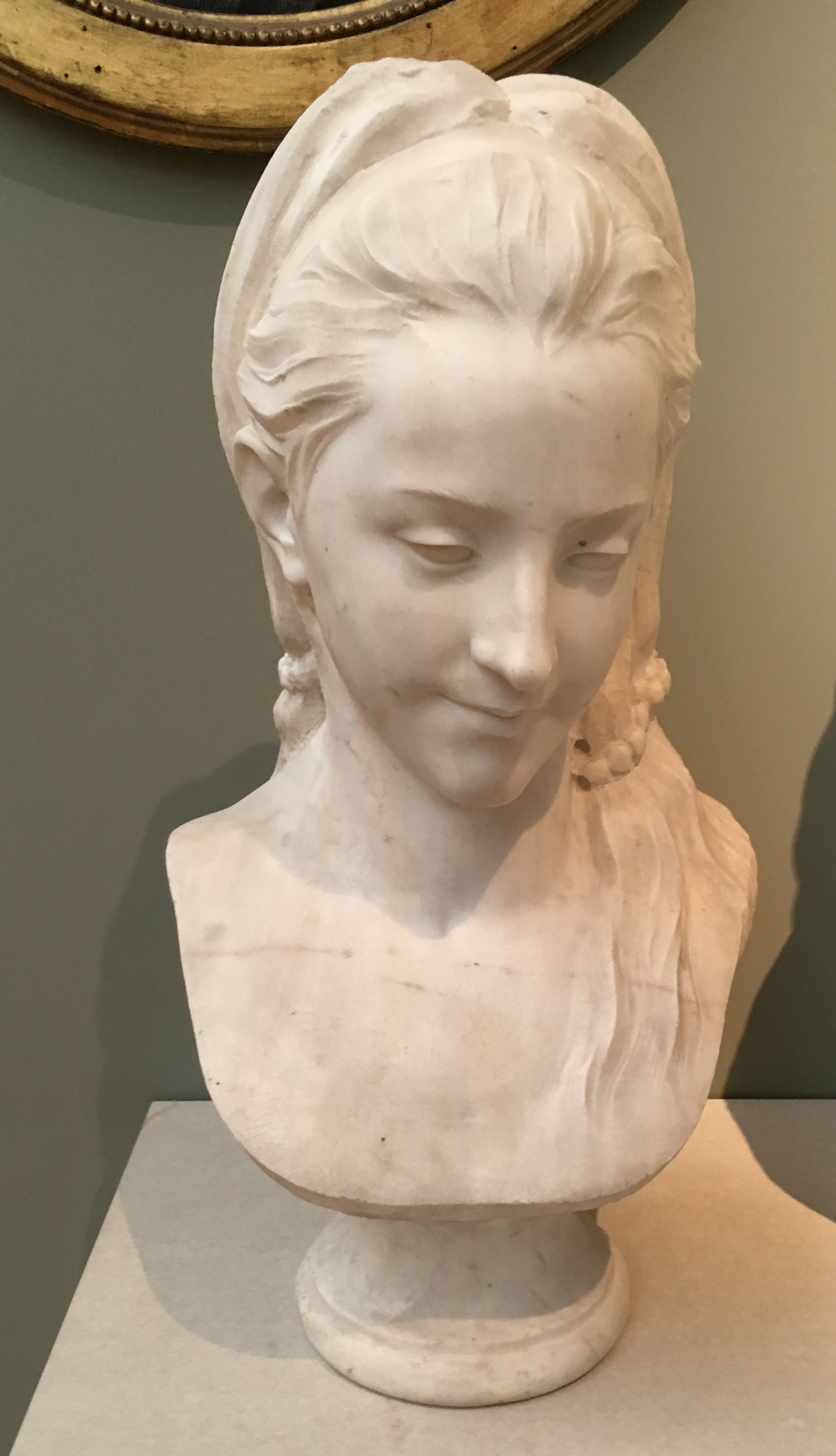
Mary Cathcart

W roku 1772, w wyborach uzupełniających Graham został kandydatem Wigów z Perth, w opozycji do Jamesa Murraya, brata księcia Atholl, lecz został pokonany większością zaledwie sześciu głosów na 100. Pomimo porażki pozostał aktywny na niwie polityki, lecz wycofał się krótko przed wyborami ogólnymi w roku 1774, kiedy zaręczył się z Mary Cathcart, drugą córką 9. lorda Cathcart, której siostra była narzeczoną syna i spadkobiercy 3. księcia Atholl. 26 grudnia 1774 roku poślubił Mary, a jej starsza siostra została tego samego dnia księżną Atholl. „Jane,” pisał lord Cathcart, „poślubiła, aby zadowolić siebie, Johna, diuka Atholl, pana na posiadłości; Mary wyszła za Thomasa Grahama z Balgowan, mężczyznę jej serca, równego książętom.” Jej portret, pędzla Thomasa Gainsborough, był bardzo chwalony podczas wystawy w Royal Academy w roku 1777. Obraz znajduje się w National Galleries of Scotland w Edynburgu.
Graham spędził następne osiemnaście lat w roli spokojnego gentlemana z prowincji, jeżdżąc konno i oddając się sportom, studiując literaturę i sztukę klasyczną oraz okazjonalnie odwiedzając z żoną Londyn i Edynburg.

## Śmierć żony
Zdrowie Mary Graham zaczęło podupadać za przyczyną rozwijającej się u niej gruźlicy, i wiosną 1792 roku, za namową lekarza, pojechała wraz z mężem i siostrą do południowej Francji. Niestety, 26 czerwca 1792 roku podczas podróży statkiem, zmarła niedaleko Hyères we Francji. Zrozpaczony mąż powrócił z ciałem żony do domu i złożył jej doczesne szczątki w mauzoleum, które zbudował na cmentarzu przykościelnym w Methven, region Perth and Kinross. Thomas Graham został pochowany w tym samym grobie pięćdziesiąt lat później.
Mary Graham upamiętniona została w czteroczęściowej szkockiej melodii na skrzypce, skomponowanej na jej cześć, zatytułowanej „The Honourable Mrs. Graham of Balgowan."
Thomas, by ukoić rozpacz po stracie żony, udał się w 12-miesięczną podróż zagraniczną. Po powrocie, choć wciąż mocno cierpiący, mając 43 lata, aby zagłuszyć myśli o stracie poświęcił się karierze wojskowej.

## Kariera wojskowa

### Obrona Tulonu
We wczesnych miesiącach roku 1793, płynąc na HMS „Resistance” z Lordem St Helens, ambasadorem w Hiszpanii, Thomas napisał do Charlesa O’Hary, szukając możliwości „zahaczenia się” na Gibraltarze, którego ten ostatni był lieutenant-gubernatorem. Po tym, jak 1 lutego 1793 roku Francja wypowiedziała wojnę Wielkiej Brytanii oraz Holandii, flota brytyjska pod dowództwem admirała Samuela Hooda zgromadziła się w Gibraltarze. Po swoim tam przybyciu, Graham jako wolontariusz popłynął z flotą do Tulonu, gdzie był osobistym asystentem/sekretarzem (fr. aide-de-camp) lorda Mulgrave i walczył w obronie miasta. Według relacji sir Gilberta Elliota, Graham „przedstawiał najwyższe możliwe cechy charakteru, pod względem zrozumienia i odwagi”.
W Tulonie Graham wyróżnił się przez swoją odwagę i energię: np. jednego dnia, kiedy w walce zginął szeregowy żołnierz, Graham podjął jego muszkiet i zajął miejsce zabitego na czele atakującej kolumny. W rozkazie ogólnym, odnoszącym się do odparcia francuskiego ataku na ważny fort, Mulgrave wyraził „wdzięczność za przyjacielską i ważną pomoc, jaką otrzymał w wielu ciężkich chwilach od p. Grahama, oraz dołączył się do głosów pochwalnych brytyjskich i piedmonckich oficerów z jego kolumny, którzy widzieli wspaniały przykład, jaki p. Graham dawał całej kolumnie wojska, stając na czołowym miejscu każdego ataku”.
Również w Tulonie Graham spotkał po raz pierwszy swojego późniejszego długoletniego przyjaciela Rowlanda Hilla, wówczas kapitana, który potem został wicehrabią Hill i naczelnym dowódcą armii brytyjskiej.

### Kampania roku 1796 i powrót do Parlamentu
Po powrocie do domu w listopadzie roku 1793, przy poparciu ministra wojny Henry’ego Dundasa, który poprzedniego roku poślubił jego kuzynkę, Thomas Graham otrzymał tymczasową rangę podpułkownika (ang. Lieutenant-Colonel) i założył pierwszy batalion 90. Regimentu Pieszego (Balgowan’s 'Grey Breeks,' jak byli nazywani), jednak dodanie drugiego batalionu mocno odcisnęło się na jego finansach. Rowland Hill został majorem w regimencie, który wszedł do akcji po raz pierwszy w czerwcu 1795 roku jako część inwazji rojalistów na Quiberon. W następnym roku zostali wysłani, aby wesprzeć francuskiego  generała-rojalistę François de Charette w jego walce z republikanami.
Pod koniec roku 1795 regiment przeniesiono do Gibraltaru na służbę garnizonową, którą to rolą Graham wkrótce się zmęczył. Uzyskał zgodę na przyłączenie się do armii austriackiej na Renie jako brytyjski komisarz. W tym charakterze brał udział w katastrofalnej kampanii 1796 roku, a później towarzyszył Wurmserowi w obronie Mantui, kiedy ta była oblegana przez Francuzów pod Napoleonem. Garnizon został zredukowany do maksimum z powodu braku zaopatrzenia, a Graham podjął się niebezpiecznego obowiązku przekazania informacji o ich rozpaczliwej sytuacji feldmarszałkowi Alvinczy'emu, znajdującemu się około 80 kilometrów od Mantui, w Bassano.
Pułkownik Graham opuścił twierdzę, włożywszy chłopskie ubranie na swój mundur, i 24 grudnia, w deszczu i mokrym śniegu, przepłynął rzekę Mincio na łodzi, wielokrotnie, z powodu ciemności, wpływając na mielizny. Dalej szedł pieszo, przekraczając bagna i liczne strumienie oraz rzekę Pad, w ciągłym strachu przed zgubieniem drogi lub zastrzeleniem przez francuskie pikiety. O poranku krył się aż do zmroku, kiedy to kontynuował swą podróż. Po pokonaniu wielu trudności i niebezpieczeństw, 4 stycznia dotarł do głównej kwatery austriackiego dowódcy. Jednak 14 stycznia Austriacy zostali pokonani, i wkrótce po tym Mantua zmuszona była się poddać.
Na niwie politycznej, dzięki poparciu księcia Atholl, w roku 1776 powrócił niekwestionowany do parlamentu, pomimo chęci Dundasa trzymania tego miejsca dla swojego syna. Graham potwierdzał, że poparcie Atholla nie miało wpływu na jego niezależność, zaś później napisał, że w tym czasie zdecydowanie popierał wojnę, lecz „jednocześnie nigdy nie sprzeniewierzył się tym pryncypiom Wigów, które doprowadziły do rewolucji 1688 roku.

### Lata 1797–1806

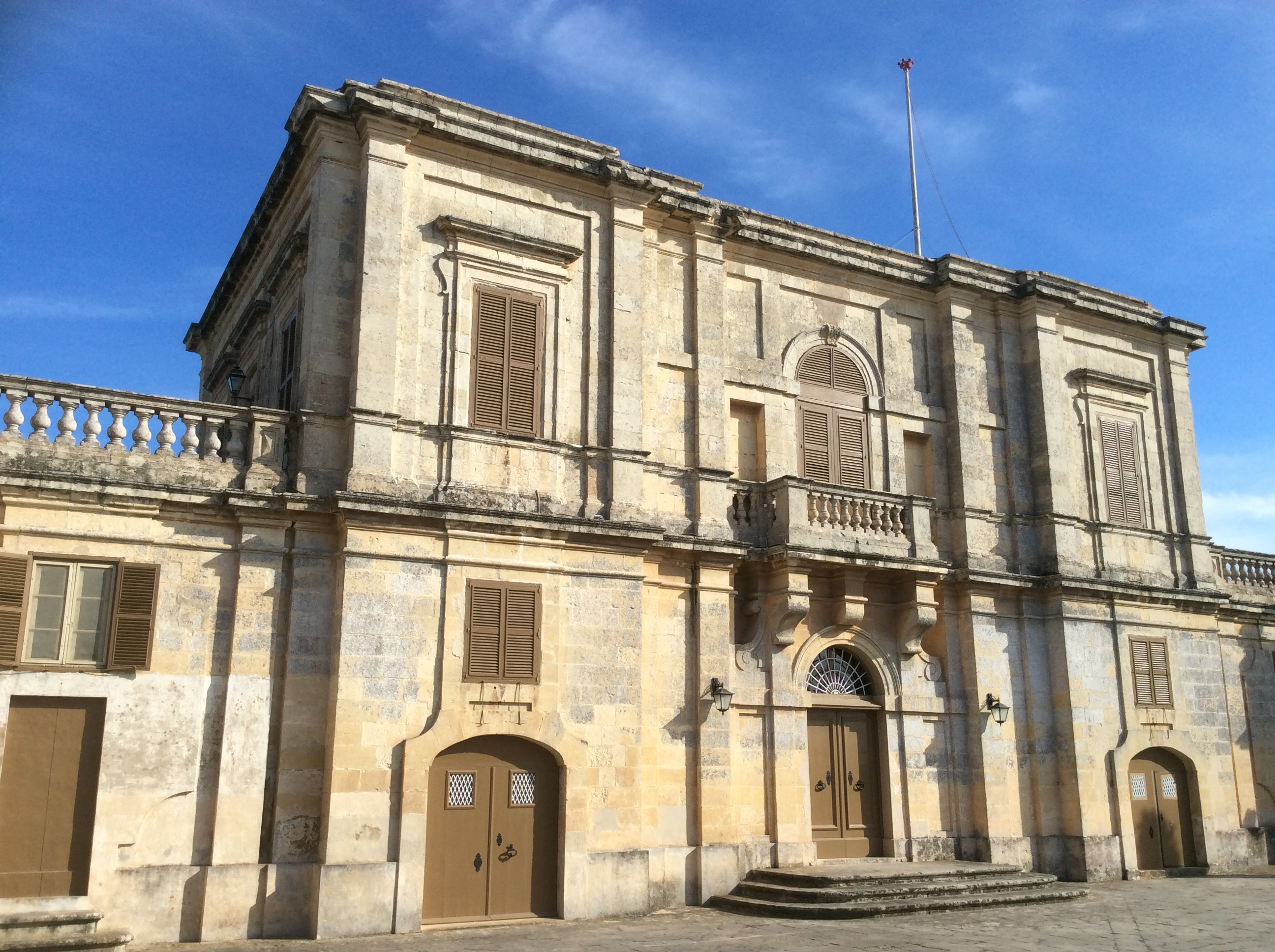
Palazzo Dorell w Gudja na Malcie, który był główną kwaterą Grahama podczas blokady Francuzów 1798–1800

Pułkownik Graham powrócił teraz do Szkocji, lecz jesienią roku 1797 dołączył do swojego regimentu na Gibraltarze. W roku następnym, pod dowództwem sir Charlesa Stuarta, wziął udział w zdobyciu Minorki, gdzie bardzo się wyróżnił.
Następnie udał się na Sycylię, gdzie król i królowa Neapolu zgotowali mu, za efektywne występowanie w ich imieniu, gorące przyjęcie. W roku 1798 powierzono mu dowództwo operacji na Malcie, która w tym czasie była we władaniu Francji. Z miejscową rangą generała brygady, miał pod swoją komendą 30 oraz 89 Pułk Piechoty, Alexandra Hamiltona jako swojego szefa sztabu oraz kilka korpusów oddanych pod jego bezpośrednie dowództwo.
Ze względu na duże możliwości obronne wyspy, Graham zmuszony został do zastosowania blokady, i po trwającym prawie dwa lata oblężeniu, garnizon pokonany przez głód i choroby, poddał się we wrześniu roku 1800. Przez następne 164 lata wyspa była ważną częścią Imperium Brytyjskiego, aż do uzyskania niepodległości w roku 1964. Służba pułkownika Grahama oceniona została bardzo nisko przez ówczesny rząd brytyjski, który zarezerwował swój patronat i honory dla oficerów, będących członkami partii rządzącej.
Latem roku 1801 pułkownik Graham udał się do Egiptu, gdzie jego 90. pułk, pod dowództwem sir Ralpha Abercromby'ego, znacznie się wyróżniał; nie dotarł tam jednak przed kapitulacją Francuzów i zakończeniem kampanii. Skorzystał jednak z okazji, i zwiedził Egipt oraz Turcję. Jakiś czas spędził w Konstantynopolu, skąd udał się w konną podróż do Wiednia – którą opisywał później, jako jedną z najprzyjemniejszych „przejażdżek konnych” swojego życia.

### Rok 1807
Po spędzeniu jakiegoś czasu nadrabiając swoje obowiązki parlamentarne oraz biorąc udział w ulepszaniu stanu swojej posiadłości, pułkownik Graham przeniesiony został wraz ze swoim pułkiem do Irlandii, a następnie do Indii Zachodnich, gdzie pozostał przez następne trzy lata. Kiedy w roku 1807, za popieranie katolickich rządań równego traktowania, zdymisjonowany został „Gabinet Wszystkich Talentów”, pułkownik Graham popierał jego działania. Jednak jego poparcie dla poczynań gabinetu Wigów oraz zrównania praw katolików, nie znalazły aplauzu u wyborców z Perthshire. Po rozwiązaniu Parlamentu w maju 1807 roku Graham nie zdecydował się na reelekcję, i na opróżnione miejsce powrócił lord James Murray.

### Rok 1808
W roku 1808 pułkownik Graham towarzyszył sir Johnowi Moore jako jego „aide-de-camp” do Szwecji, a następnie do Hiszpanii. Służył z Moore podczas całej jego kampanii, kończąc żmudne działania i próbując wycofać się do Corunny, kiedy to jego wysiłki zostały docenione przez umęczonych żołnierzy. Jak Sheridan opisał to w Izbie Gmin: „w godzinie grozy Graham był ich najlepszym doradcą; w godzinie katastrofy Graham był ich najwspanialszą pociechą”.

### Lata 1809–11

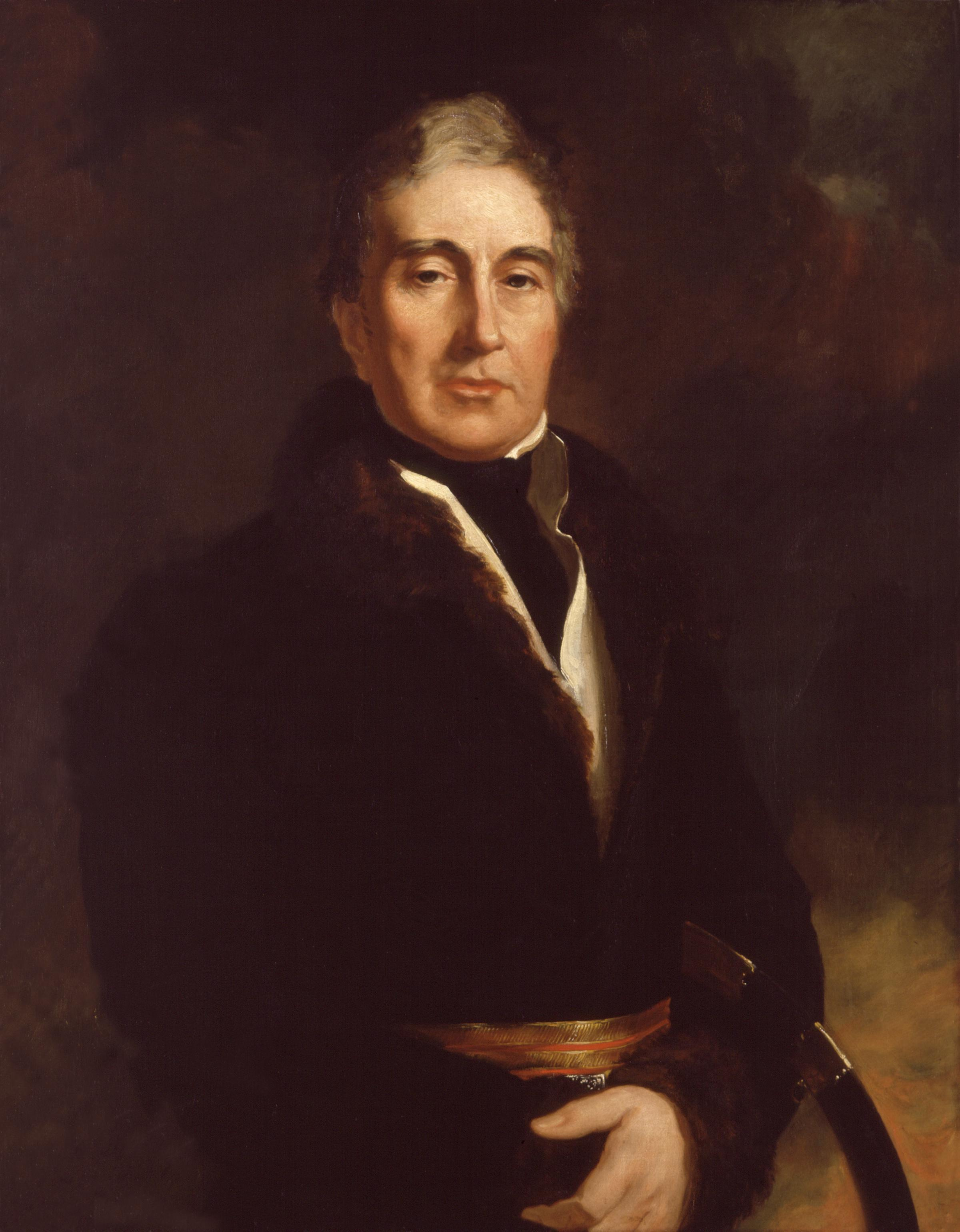
Portret barona Lynedoch (1823), autorstwa George’a Haytera

Po powrocie do Anglii pułkownik Graham został awansowany na stopień generała dywizji (ang. major general), i latem 1809 roku otrzymał, w nieszczęsnej ekspedycji Walcheren pod komendą lorda Chatham,  dowództwo dywizji. Jednakże atak malarii zmusił go do powrotu do domu.
Po powrocie do zdrowia awansowany został na generała broni (ang. lieutenant general), i wysłany do Hiszpanii, aby objąć dowództwo brytyjskich i portugalskich żołnierzy w Kadyksie, który w tym czasie był okrążony przez Francuzów. Rząd brytyjski przywiązywał wielką wagę do utrzymania Kadyksu, gdyż był on ostatnią twierdzą Korony na półwyspie Iberyjskim. Jednak, jak zaznaczył sir William Napier, kiedy „pieniądze, wojsko i flota – doprawdy, wszystkie rzeczy potrzebne do uczynienia Kadyksu trudnym do zdobycia – były zebrane, wszystko na nic, ponieważ odwlekająca decyzje zazdrość, ostentacja oraz tysiące absurdów były nieodłącznym „orszakiem” hiszpańskiej armii i rządu”.
Generał Graham postanowił zaatakować tyły oblegającej armii, i w lutym 1811 roku wypłynął z Kadyksu z siłami ponad 4000 ludzi, razem z 7000 hiszpańskich żołnierzy, pod wodzą generała Manuela Lapeña, który dowodził wyprawą. Wojsko wylądowało w Tarifie, na wybrzeżu Cieśniny Gibraltarskiej, i posuwając się na północ, 5 marca przybyło na wzgórza Barrosy, leżące na południe od Kadyksu, oraz na tyłach oblegającej armii.
Mimo nieudolności i indolencji hiszpańskiego dowódcy, a dzięki szybkim, mądrym i brawurowym decyzjom generała Grahama, bitwa została wygrana. „Zasługująca na pogardę słabość Lapeña”, mówi sir William Napier, „zaskakująco kontrastowała z bohaterską energią Grahama, którego atak był inspiracją raczej, a nie rezolucją; tak pewną, tak nagłą była ta decyzja, tak szybkim, tak rozstrzygającym było jej wykonanie.”. Francuzi stracili w tej bitwie około 3000 ludzi, około 500, wśród których byli generałowie Ruffin i Rosseau, zostało wziętych do niewoli. Straty po stronie zwycięzców wynosiły 200 zabitych i ponad 900 rannych.
Za tak wspaniałe zwycięstwo, w parlamencie hiszpańskim przegłosowano nadanie Grahamowi tytułu granda, lecz ten odmówił zaszczytu. Otrzymał też podziękowanie od parlamentu brytyjskiego.

### Rok 1812
Krótko potem Graham dołączył do armii Wellingtona jako zastępca dowódcy. W styczniu 1812 roku wziął udział w oblężeniu i zdobyciu Ciudad Rodrigo, a Wellington stwierdził, że powodzenie całego przedsięwzięcia zawdzięcza w większości Grahamowi. Trzy miesiące później on oraz jego przyjaciel generał Hill otrzymali Order Łaźni. Problemy z oczami, które pojawiły się jakiś czas wcześniej, sprawiły, że Graham powrócił w tym momencie do domu.
W wyborach ogólnych w październiku 1812 roku Graham współzawodniczył w hrabstwie Perth z Jamesem Davidem Drummondem (późniejszym wicehrabią Strathallan), lecz mimo poparcia kilku wpływowych Torysów, przegrał wybory liczbą jedynie siedmiu głosów.

### Rok 1813
Jego wizyta w Szkocji zaowocowała poprawą jego wzroku, i w maju roku 1813 dołączył do armii we Frinadzie, na granicy portugalskiej, przywożąc ze sobą insygnia Orderu Podwiązki dla lorda Wellingtona. 22 maja siły brytyjskie w sile trzech dywizji opuściły Portugalię i udały się w kierunku Vitorii. Lewe skrzydło, dowodzone przez sir Thomasa Grahama, musiało przekroczyć trzy duże rzeki:  Duero, Eslę i Ebro; oraz sforsować silne pozycje pomiędzy przełęczami górskimi, ciągle naciskając na prawe skrzydło wycofującej się armii francuskiej. Generał Graham odegrał wybitną rolę w bitwie pod Vitorią 21 czerwca, gdzie Francuzi zostali pobici „przed miastem, w mieście, wokół miasta i poza miastem”. Następnie odrzucił wroga z drogi do Bayonne, spychając go na wiodącą do Pampeluny.

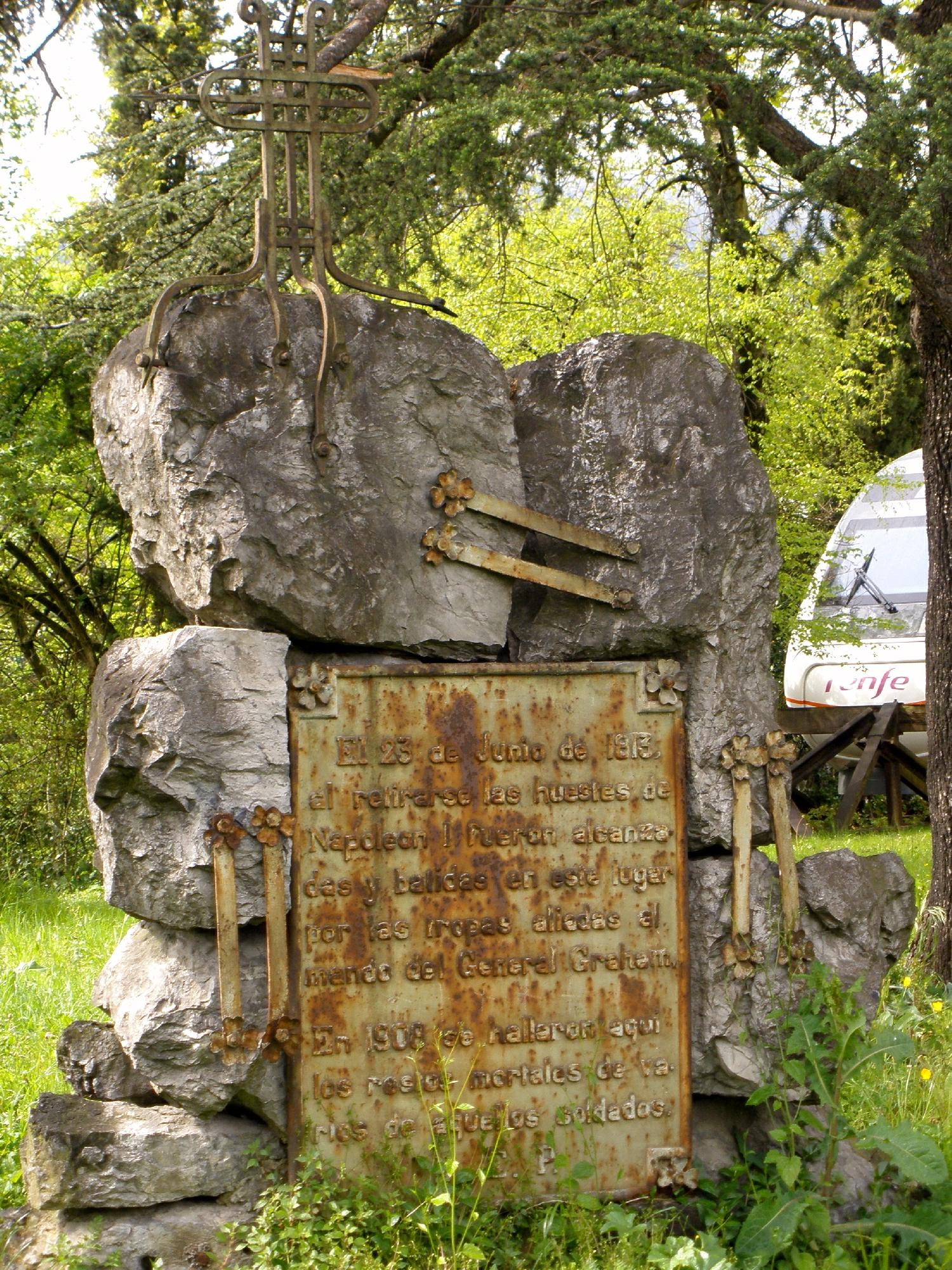
Pomnik ku czci francuskich żołnierzy, zaskoczonych i zabitych przez gen. Grahama, w Beasain, Guipúzcoa, 23 czerwca 1813.

Niedługo potem generał skierowany został do dowodzenia oblężeniem umocnionej twierdzy San Sebastián. Pierwszy atak, który nastąpił 25 lipca został odparty z wielkimi stratami wśród oblegających, w konsekwencji czego zawieszono na pewien czas oblężenie. Zostało wznowione po porażce marszałka Soult w bitwie w Pirenejach, i drugi atak na twierdzę nastąpił 31 sierpnia. Niestety umocnienia okazały się nie do pokonania, szturmujący bezskutecznie próbowali wedrzeć się do miasta. W tym momencie generał Graham zarządził skierować na mur obronny ciężki ogień artylerii, przechodzący zaledwie kilka stóp nad głowami oblegających żołnierzy. Ten rozkaz był na miarę sukcesu. Wykorzystując eksplozję na wale, która zaskoczyła broniących, szturmujący zdobyli przyczółek, a po dwóch godzinach walki weszli do miasta.
31 sierpnia wojska francuskie wycofały się do twierdzy na wzgórzu Urgull. 9 września gubernator Louis Emmanuel Rey poddał cytadelę, a garnizon, zredukowany do ⅓, wymaszerował przy oddawanych honorach wojskowych. Zdobycie tego ważnego miejsca kosztowało aliantów śmierć lub zranienie 3800 ludzi.
Przy przekraczaniu rzeki Bidasoa, oddzielającej Francję od Hiszpanii, generał Graham dowodził lewym skrzydłem armii brytyjskiej, i po zaciętej bitwie udało się sprowadzić żołnierzy na francuskie terytorium. Jednakże nawrót choroby oczu i ogólny stan zdrowia zmusiły generała do rezygnacji z dowództwa i powrotu do domu. W uznaniu zasług otrzymał po raz trzeci podziękowanie od Parlamentu.

### Rok 1814
Jego zdrowie znów się poprawiło na tyle, że początkiem roku 1814 generał był w stanie objąć dowództwo sił brytyjskich w Holandii, w którym to czasie wspomagał atak generała Bülowa na Hoogstraten. 8 March Graham próbował, lecz bez skutku, opanować podczas nocnego szturmu silną twierdzę Bergen op Zoom.

## Późniejsze życie

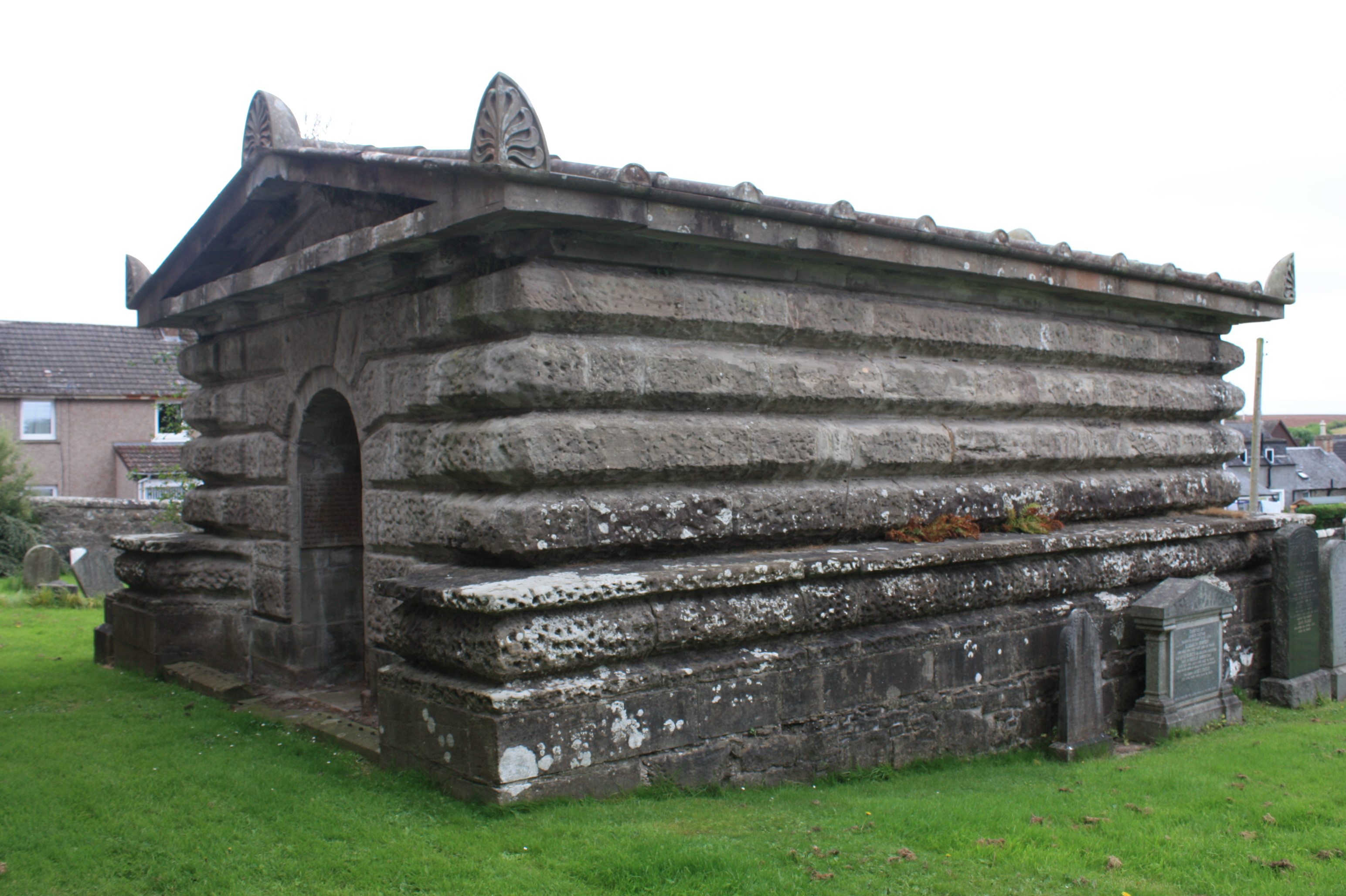
Grobowiec sir Thomasa Grahama, barona Lynedoch, na cmentarzu przykościelnym w Methven

3 maja 1814 roku obdarzony został parostwem, z tytułem Baron Lynedoch z Balgowan w hrabstwie Perth, ale zgodnie ze swym charakterem, odmówił przyznania sobie i swoim potomkom kwoty 2000 funtów rocznie, co zazwyczaj towarzyszyło tytułowi. Następnie przyszły inne brytyjskie i zagraniczne wyróżnienia: Rycerz Wielkiego Krzyża Orderu św. Michała i św. Jerzego, hiszpański Order św. Ferdynanda oraz portugalski Order Wieży i Miecza. W roku 1821 został awansowany do rangi (pełnego) generała, w 1823 otrzymał dowództwo 58. pułku piechoty, a w 1826 14. pułku piechoty, zamienione w roku 1834 na dowodzenie „Royals”. W latach 1813–15 piastował stanowisko rektora Uniwersytetu w Glasgow, a w 1829 mianowany gubernatorem Dumbarton Castle.
W starszym wieku często podróżował; odwiedził Włochy, Niemcy, Francję Danię, Szwecję i Rosję.
Generał Thomas Graham, lord Lynedoch, zmarł w swoim domu w Londynie przy Stratton Street 18 grudnia 1843 roku, w wieku 95 lat, po bardzo krótkiej chorobie. Pochowany został w pobliżu swojego domu rodzinnego, w dużym, specjalnie zamówionym grobowcu, na cmentarzu przykościelnym w Methven w Szkocji.
Tytuł lorda Lynedoch odszedł razem z nim.